# Zone de sécurité de Nankin

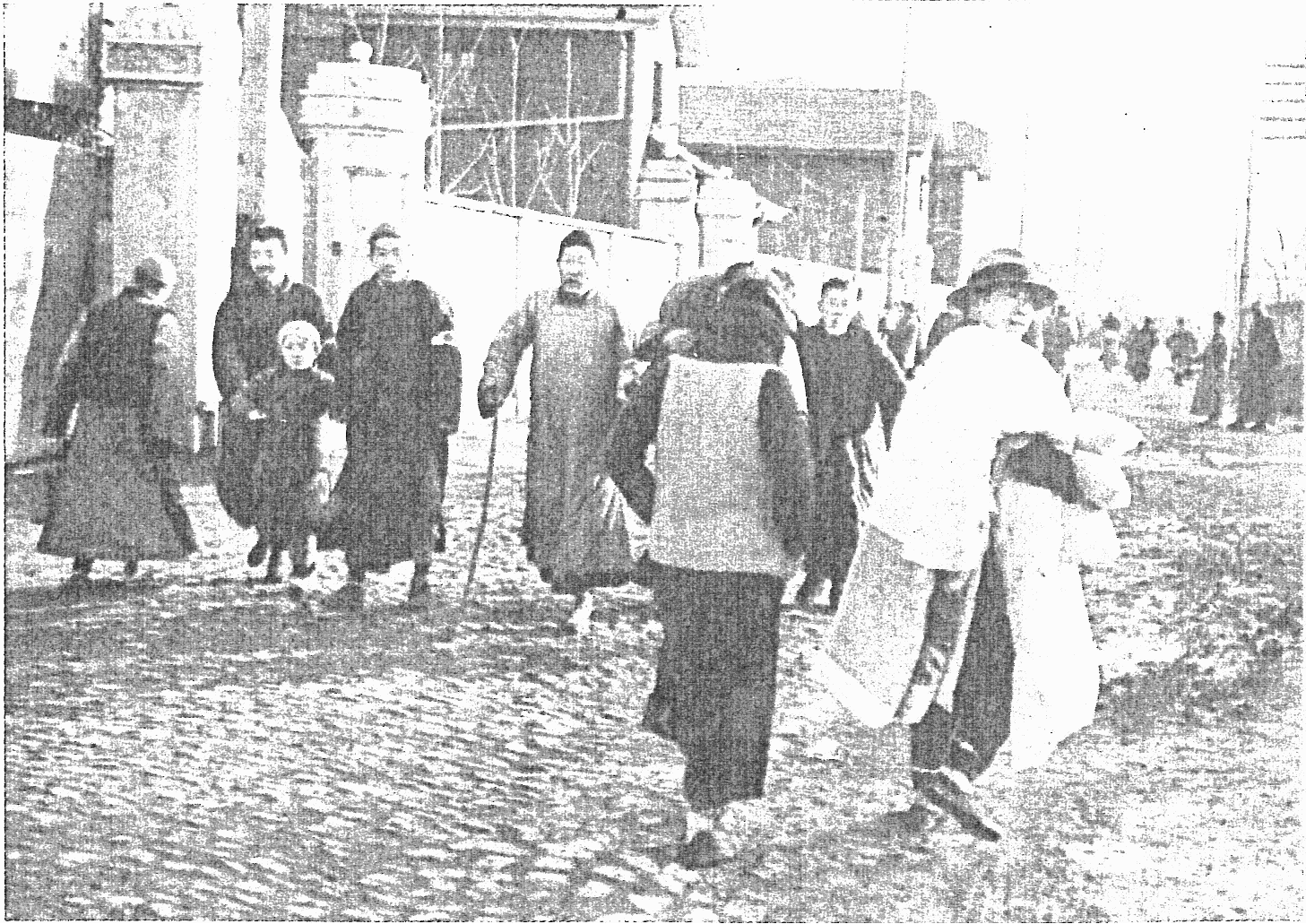
Une rue de la zone de sécurité de Nankin en 1937.

La Zone de sécurité de Nankin (chinois simplifié : 南京安全区 ; chinois traditionnel : 南京安全區 ; pinyin : Nánjīng Anquán Qǖ; japonais: 南京安全区 Nankin Anzenku, 南京安全地帯, Nankin Anzenchitai) est une zone démilitarisée pour les civils chinois mise en place à la suite de la percée des Japonais lors de la bataille de Nankin (13 décembre 1937). Suivant l'exemple du père jésuite Robert Jacquinot de Besange à Shanghai, les étrangers de Nankin créent la Zone de sécurité de Nankin, dirigée par le Comité international de la zone de sécurité de Nankin, à la tête duquel se trouve un homme d'affaires allemand et membre du parti nazi, John Rabe. La zone et les activités du Comité international ont permis de sauver les vies de plusieurs milliers de civils chinois durant le massacre de Nankin.

## Évacuation de Nankin
Beaucoup d'Occidentaux vivent à Nankin à cette époque, en tant que commerçants ou missionnaires notamment. Alors que l'armée impériale japonaise approche de la ville, le gouvernement chinois prend la fuite, déménageant provisoirement vers la ville de Hangzhou. La plupart des étrangers fuient également la ville. Toutefois, un petit nombre d'Occidentaux, entre 20 et 30 personnes, choisissent de rester. David Aske a analysé différentes sources qui font état du nombre d'Occidentaux restants dans la ville à différentes dates. Selon lui, la meilleure estimation serait de 27 étrangers, dont 5 journalistes qui quitteront la ville le 16 décembre, quelques jours après la prise de la ville par les Japonais.
Outre ces cinq journalistes, les autres Occidentaux sont des hommes d'affaires, médecins et missionnaires. La plupart d'eux sont membres soit du Comité international de la zone de sécurité de Nankin, soit du Comité international de la Croix-Rouge de Nankin.

## Établissement
Les Occidentaux qui restent établissent la zone de sécurité de Nankin, qui est composée de 25 camps de réfugiés qui s'étalent sur environ 9 km2. La zone de sécurité est bordée de routes sur ses quatre côtés et se trouve autour de l'ambassade des États-Unis.
Pour coordonner leurs efforts, les Occidentaux forment un comité, appelé Comité international de la zone de sécurité de Nankin. L'homme d'affaires allemand John Rabe en est élu dirigeant, en partie à cause de son statut de membre du parti nazi et de l'existence du pacte anti-Komintern entre l'Allemagne et le Japon.

### Reconnaissance
La ville de Nankin proclame l'existence de la zone de sécurité et y envoie de l'argent, de la nourriture et du personnel de sécurité. Le 1er décembre 1937, le maire de Nankin, Ma Chao-chun, ordonne à tous les citoyens chinois de Nankin de déménager vers la zone de sécurité avant de quitter la ville.
L'armée japonaise ne reconnaît pas son existence, mais s'accorde à ne pas attaquer les quartiers de la ville qui n'abritent pas de forces militaires chinoises. Les membres du Comité international de la zone de sécurité de Nankin parviennent alors à persuader le gouvernement chinois de retirer ses troupes de la zone.
Selon Miner Searl Bates, un missionnaire américain, « les autorités chinoises sont convenues de l'idée de la zone, bien que les militaires furent naturellement réticents à quitter la zone jusqu'à la dernière minute. » Bates décrit la position japonaise concernant la zone de sécurité par ces mots : « Les autorités japonaises n'ont jamais reconnu formellement la zone, mais ont dit ne pas attaquer les quartiers qui n'étaient pas occupés par des troupes chinoises. Sur cet accord étroit, les Chinois ont promis d'évacuer la zone et la déclaration japonaise de ne pas attaquer les quartiers inoccupés a finalement mis en place la zone de sécurité. »
L'armée japonaise n'a ni bombardé ni pilonné la zone de sécurité. Seuls quelques obus ont atterri dans la zone durant tout le siège, blessant environ 10 réfugiés.

## Atrocités commises par l'armée impériale japonaise
Les Japonais ont respecté la zone dans une certaine mesure. Très peu d'obus sont tombés dans cette partie de la ville. Durant le chaos suivant l'attaque de la ville, certaines personnes sont mortes dans la zone de sécurité, mais les atrocités dans le reste de la ville ont été beaucoup plus importantes.
Les atrocités commises par les soldats japonais font partie du massacre de Nankin. Le comité international a exhorté plusieurs fois l'armée japonaise, par le biais de John Rabe, mais sans réel succès. De temps à autre, les Japonais entraient dans la zone de sécurité, pour enlever, exécuter, voire violer des centaines d'hommes et de femmes. L'armée japonaise se justifia en prétendant que des soldats de guérilla se cachaient dans la zone de sécurité et accusa John Rabe de laisser entrer dans la zone quiconque ne portait pas d'uniforme.

## Fin
Fin janvier 1938, l'armée japonaise contraint tous les réfugiés de la zone à retourner chez eux et déclare avoir « rétabli l'ordre ». Le 18 février 1938, le Comité international de la zone de sécurité est renommé de force en « Comité international de sauvetage de Nankin » et la zone de sécurité cesse effectivement de fonctionner. Le dernier camp de réfugiés ferme en mai 1938. John Rabe et le Comité international auraient sauvé entre 50 000 et 250 000 vies, malgré le massacre en cours,.

## Héritage
Avant la normalisation des relations entre la Chine et l'Occident, les Occidentaux restés à Nankin pour mettre en place la zone de sécurité ont été vigoureusement critiqués par le gouvernement chinois. Par exemple, un groupe de chercheurs de l'université de Nankin dans les années 1960 condamna les membres de la communauté occidentale à Nankin d'avoir détourné les yeux face aux atrocités japonaises dans la ville et ont détourné certaines sources pour suggérer que les Occidentaux avaient coopéré dans l’abattage de Chinois par les Japonais. Alors que l'inquiétude sur l'impérialisme américain diminue et que les Japonais deviennent la cible d'attaques virulentes d'officiels (au moins en partie à cause de la question extrêmement politisée et contentieuse des manuels scolaires japonais), le point de vue en Chine a changé de façon spectaculaire. Les Occidentaux sont désormais décrits comme des résistants actifs, plutôt que des collaborateurs actifs.
Toutefois, certains auteurs et politiciens nationalistes de l'extrême droite japonaise continuent à déclarer que comme le massacre de Nankin, la zone de sécurité n'a jamais existé. Le musée du temple Yasukuni-jinja ne fait aucune mention au massacre de Nankin et déclare que « les Japonais ont établi une zone de sécurité pour les civils Chinois et ont fait un effort particulier pour protéger les sites historiques et culturels. Dans la ville, les résidents étaient une fois de plus capables de vivre en paix. »

## Sources
- Rabe, John, The Good Man of Nanking: The Diaries of John Rabe, Vintage (Paper), 2000.  (ISBN 0-375-70197-4)
- Vautrin, Wilhelmina, Minnie Vautrin Papers. Special Collection, Yale Divinity School Library, Record Group No. 8 and No. 11.
- Online Documentary – the Nanking Atrocities, 2000. <http://www.nankingatrocities.net/Table/table.htm>

## Lire aussi
- Timothy, Brooks, ed. Documents on the Rape of Nanking, The University of Michigan Press, 2002. (includes a reprint of "Hsu, Shuhsi, Documents of the Nanking Safety Zone, Kelly and Walsh, 1939".)
- Zhang, Kaiyuan, ed. Eyewitnesses to Massacre, An East Gate Book, 2001. (includes documentation of American missionaries; M.S. Bates, George Ashmore Fitch, E.H. Foster, J.G. Magee, J.H. MaCallum, W.P. Mills, L.S.C. Smyth, A.N. Steward, Minnie Vautrin and R.O. Wilson.) (Google Book version)